# Love Poem
Love Poem é a quinta extended play em língua coreana (sétima no total) da cantora e compositora sul-coreana IU. O EP foi lançado em 18 de novembro de 2019, através da Kakao M. Inclui o single principal e a faixa-título, "Love Poem", bem como as faixas "Above the Time" e "Blueming", que receberam videoclipes. O EP estreou no topo do Gaon Album Chart, vendendo mais de 168.000 cópias na Coreia do Sul em novembro de 2019.

## Histórico e lançamento
Após o lançamento de "A Flower Bookmark 2" em setembro de 2017, IU se concentrou na atuação. Em outubro de 2018, ela lançou "Bbibbi", para comemorar dez anos desde sua estreia. Em 3 de março de 2019, IU anunciou que estava trabalhando em um novo álbum que seria lançado em breve. Love Poem foi anunciado em 11 de outubro. O EP deveria ter sido lançado originalmente em 1º de novembro de 2019, mas foi adiado pela cantora em 21 de outubro, após o suicídio da cantora sul-coreana e amiga próxima Sulli em meados de outubro. A faixa-título "Love Poem" foi lançada em 1º de novembro.
Love Poem foi lançado digitalmente em vários países pela Kakao M em 18 de novembro de 2019. Uma versão física foi lançada dois dias depois na forma de um álbum de fotos ao lado de um CD.

## Recepção critica
Tamar Herman da Billboard escreveu que o "EP como um todo é quase como uma espécie de Poema de Amor para a carreira de IU, com cada um dos singles representando uma parte diferente de sua discografia", comparando a faixa-título com as "melodias comoventes" de IU possuir a série de EPs A Flower Bookmark; a "melodia pop-rock vivaz" "Blueming" à faixa de 2015 de IU "Twenty-Three" e chamando a "melodiosa e teatral" "Above the Time" de "uma sequência sonora e visual" da canção de IU de 2011 "You and I" , tanto em termos de sua música quanto do enredo de seu vídeo.

## Desempenho comercial
Love Poem estreou no topo da Gaon Album Chart na 47ª semana de edição (17 a 23 de novembro). Tornou-se seu quarto álbum número um na Coreia do Sul depois de Last Fantasy (2011), Modern Times (2013) e Palette (2017). O álbum foi o terceiro mais vendido de novembro, movimentando quase 170.000 de cópias físicas, tornando-o seu álbum mais vendido.

## Lista de músicas
| N.º            | Título                                                                | Música                        | Arranjo                    | Duração |  |
| 1.             | "Unlucky"                                                             | Kim Je-hwi                    | Kim Je-hwi                 | 3:51    |  |
| 2.             | "The Visitor (그 사람; Geu saram; lit. That Person)"                  | IU                            | Jukjae                     | 3:51    |  |
| 3.             | "Blueming"                                                            | IU Lee Jong-hoon Lee Chae-kyu | Lee Jong-hoon Lee Chae-kyu | 3:37    |  |
| 4.             | "Above the Time (시간의 바깥; Sigan-ui bakkat; lit. Outside of Time)" | Lee Min-soo                   | Lee Min-soo                | 5:00    |  |
| 5.             | "Lullaby (자장가; Jajang-ga)"                                         | Kim Hee-won                   | Hong So-jin                | 4:21    |  |
| 6.             | "Love Poem"                                                           | Lee Jong-hoon                 | Hong So-jin Jukjae         | 4:18    |  |
| Duração total: | Duração total:                                                        | Duração total:                | Duração total:             | 25:04   |  |

## Gráficos
| Chart (2019)                      | Melhor posição |
| --------------------------------- | -------------- |
| Álbuns sul-coreanos (Gaon)        | 1              |
| Estados Unidos (Top World Albums) | 10             |

| Gráfico (2019)             | Melhor posição |
| -------------------------- | -------------- |
| Álbuns sul-coreanos (Gaon) | 3              |

| Gráfico (2019)             | Melhor posição |
| -------------------------- | -------------- |
| Álbuns sul-coreanos (Gaon) | 28             |

## Vendas
| Região                 | Vendas  |
| ---------------------- | ------- |
| Coreia do Sul ( Gaon ) | 234.645 |

## Prêmios
| Canção                   | Programa               | Data   | Ref. |
| ------------------------ | ---------------------- | ------ | ---- |
| "Love Poem"              |                        |        |      |
| Show! Music Core ( MBC ) | 16 de novembro de 2019 | [ 11 ] |      |
| Show! Music Core ( MBC ) | 23 de novembro de 2019 | [ 12 ] |      |
| Inkigayo ( SBS )         | 17 de novembro de 2019 | [ 13 ] |      |
| Music Bank ( KBS )       | 29 de novembro de 2019 | [ 14 ] |      |
| "Blueming"               |                        |        |      |
| Inkigayo ( SBS )         | 1 de dezembro de 2019  | [ 15 ] |      |
| Inkigayo ( SBS )         | 8 de dezembro de 2019  | [ 16 ] |      |
| Inkigayo ( SBS )         | 15 de dezembro de 2019 | [ 17 ] |      |
| Music Bank ( KBS )       | 20 de dezembro de 2019 | [ 18 ] |      |
| Music Bank ( KBS )       | 27 de dezembro de 2019 | [ 19 ] |      |
| Show! Music Core ( MBC ) | 21 de dezembro de 2019 | [ 20 ] |      |